# تیغ‌دمان
تیغ‌دُمان (Xiphosura) نام راسته‌ای از جانوران شاخهٔ بندپایان، زیرشاخهٔ گیره‌داران (Chelicerata) است.
خرچنگ نعلی معروف‌ترین جانور از این رده است. ریخت‌شناسی این جانور طی میلیون‌ها سال تقریباً هیچ تفاوتی نکرده‌است.